# Những người lính bị nguyền rủa
Những người lính bị nguyền rủa (tiếng Ba Lan: Żołnierze wyklęci), là cách gọi về các lực lượng vũ trang chống cộng sản ở Ba Lan sau năm 1945 và được tiến hành bởi những cựu binh của lực lượng Armia Krajowa và ủng hộ bởi những thành viên của Nhà nước ngầm Ba Lan, vốn được biết tới với những hoạt động chống lại Nhà nước Cộng hòa Nhân dân Ba Lan từ những năm 1950. Gần như họ đều bị săn đuổi và bị tiêu diệt bởi các lực lượng gián điệp thuộc Bộ An ninh Ba Lan và Bộ Dân ủy Nội vụ của Liên Xô. Người lính cuối cùng của lực lượng này, Józef Franczak, bị giết năm 1963, 18 năm sau khi nước Cộng hòa Nhân dân Ba Lan được thành lập.
Có rất nhiều lực lượng vũ trang chống cộng thời kỳ đó ở Ba Lan như Wolność i Niezawisłość (WIN), Narodowe Siły Zbrojne (NSZ), Narodowe Zjednoczenie Wojskowe (NZW), Konspiracyjne Wojsko Polskie (KWP), Ruch Oporu Armii Krajowej (ROAK), và còn nhiều lực lượng khác tiêu biểu trong phong trào chống lại nhà nước Cộng hòa Nhân dân Ba Lan.
Ở nhiều nơi khác trong Trung Âu và Đông Âu cũng có những phong trào chống cộng tương tự.

## Lịch sử

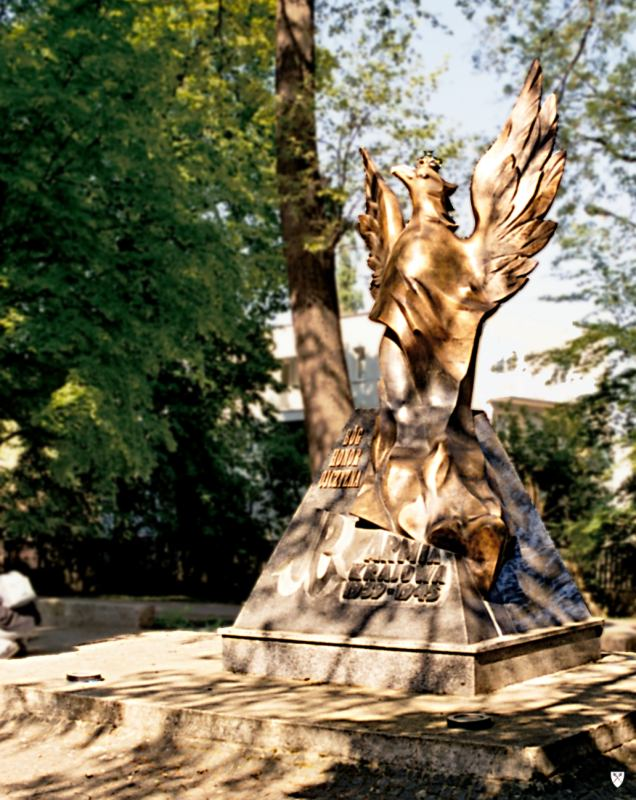
Tượng đài tưởng niệm Armia Krajowa ở Sopot, Ba Lan.

Sau khi Liên Xô tiến công chống Đức Quốc xã năm 1944, Liên Xô đã lên kế hoạch thiết lập một chính phủ thân Liên Xô tại Ba Lan sau này, cũng như khôi phục lại ách thống trị của Nga lên Ba Lan mà những vị Sa hoàng trước đây đã làm. Liên Xô ủng hộ một tổ chức biết tới là Ủy ban Giải phóng Dân tộc Ba Lan nhằm phục vụ kế hoạch của Liên Xô cũng như đối lập với Chính phủ Ba Lan lưu vong ở London. Lãnh đạo Đảng cộng sản Ba Lan sau này, Władysław Gomułka, coi lực lượng Armia Krajowa này là "mối đe dọa cần bị thanh trừ". Một cán bộ Đảng cộng sản Ba Lan khác, Roman Zambrowski, cũng ủng hộ quan điểm này.
Sau khi Armia Krajowa bị giải tán năm 1945, Liên Xô đã lên kế hoạch loại bỏ những phong trào chống cộng tại Ba Lan. Theo như Iosif Stalin chỉ đạo, họ cần một nước Ba Lan hoàn toàn suy yếu và không thể đe dọa Nga sau này. Các lực lượng do Nga hậu thuẫn hầu như chống người cách mạng Ba Lan nhiều hơn là chống lại phát xít Đức. Điều đấy khiến cho nhiều người Ba Lan cảm thấy tức giận.

### Sự ra đời của các lực lượng chống cộng sản ở Ba Lan

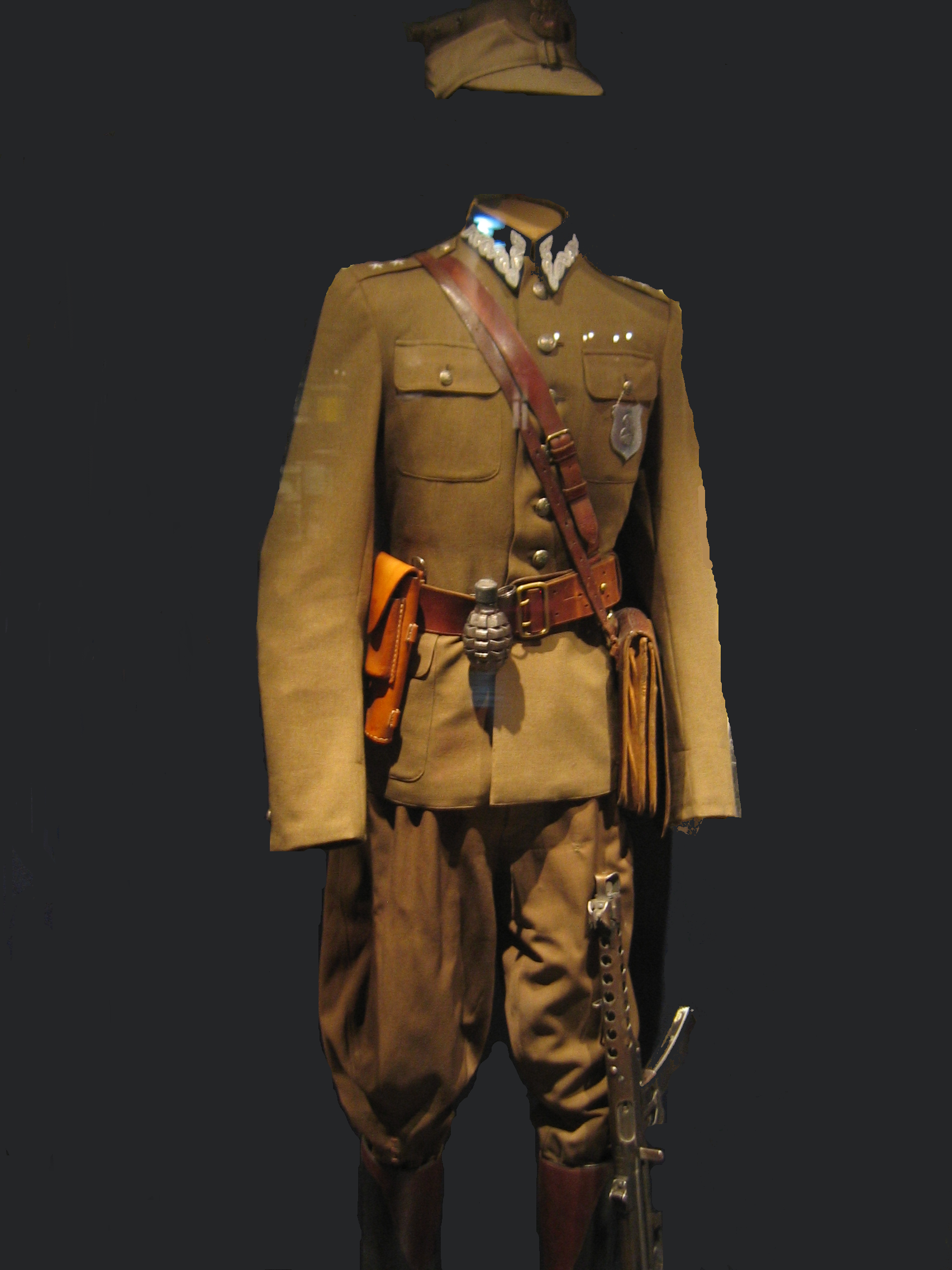
Trang phục của những người lính Ba Lan chống cộng sản, trưng bày ở Black Madonna of Częstochowa

Sự vụ bắt đầu với vụ xử tử 16 thủ lĩnh thuộc lực lượng ngầm Ba Lan ở Moscow năm 1945 đã được cho là làm cho giới chức Ba Lan nổi giận, sau khi Liên Xô cáo buộc những người này cộng tác với phát xít Đức. Đáng chú ý, tuy đã được hứa hẹn là sẽ có một cuộc gặp thực tế, song các quan chức Liên Xô đã lừa những người thủ lĩnh này tới các doanh trại của NKVD và bắt giữ, tra tấn họ trong 7 tháng, sau đó kết tội "cộng tác với Đức" để cầm tù họ.
Một loạt các chỉ huy khác cũng lần lượt bị bắt giam bởi NKVD và quân đội Liên Xô, trong khi những người lính Ba Lan khác bị tấn công và giam giữ bới người Nga cũng với lý do là "cộng tác với phát xít Đức". Sau này, khi nền Cộng hòa tái lập trở lại Ba Lan năm 1989, những cáo buộc này được chứng minh là vô căn cứ.
Trong khi đó, vào năm 1947, chính phủ Cộng hòa Nhân dân Ba Lan yêu cầu những thành viên cũ thuộc lực lượng AK ra đầu thú để hưởng sự khoan hồng của nhà chức trách. Họ ước tính chỉ có 13.000 thành viên, song con số người ra hàng lên tới 53.000, gây ra nỗi sợ từ Moskva về nguy cơ cho chế độ Cộng hòa Nhân dân Ba Lan. Lời hứa về sự khoan hồng đã không được giữ, khi phần đông bị bắt giam và bị tra tấn bởi giới chức an ninh cộng sản Ba Lan và Nga.
Điều đó đã châm lửa cho sự hình thành các nhóm chống cộng sản đầu tiên. Ban đầu, mục tiêu của họ là tìm kiếm sự hòa giải, với sự ra đời của Wolność i Niezawisłość. Thế nhưng, liên tục bị chính phủ Cộng hòa Nhân dân Ba Lan khước từ, tổ chức này đi đến giải thể vào năm 1952. Nó đã tạo tiền đề cho các phong trào chống cộng sản bằng vũ lực ra đời.

### Chính sách trấn áp

"Người khổng lồ đè lên người lùn nổi dậy AK". Một phương tiện truyền thông thời cộng sản vẽ lên hình ảnh người lính Quân đội Nhân dân Ba Lan đè lên một gã người lùn thuộc lực lượng Armia Krajowa.

Lực lượng NKVD và UB thường tìm cách loại bỏ và trấn áp những người không ủng hộ cộng sản và nhà nước Cộng hòa Nhân dân Ba Lan bằng vũ lực. Vào thu 1946, khoảng gần 200 người thuộc lực lượng NSZ bị mắc bẫy và bị tàn sát. Năm 1947, nữ Đại tá Julia Brystiger, biết tới là "Luna khát máu" của Bộ An ninh Ba Lan coi "các lực lượng khủng bố và chính trị ngầm" đã gần như bị xóa sổ, mặc dù một số đối tượng bị cho là "kẻ thù" ở các đại học, công sở và nhà máy "cần phải bị bắt và vô hiệu hóa".
Các hành động trấn áp lực lượng AK chỉ là một phần nhỏ trong các cuộc đàn áp đẫm máu kiểu Stalin thời hậu chiến Ba Lan. Từ 1944-56, có tới khoảng 300.000 người bị bắt, mặc dù con số thực tế có thể là 2 triệu người. 6.000 bản án tử hình được đưa ra mà không qua xét xử, và cũng có khả năng khoảng 20.000 tù nhân Ba Lan đã chết trong các nhà ngục của chế độ cộng sản như trường hợp của Witold Pilecki, một người anh hùng giải cứu người Do Thái và tù nhân Ba Lan ở Auschwitz.
Có khoảng 6 triệu người Ba Lan (và khoảng 1/3 người lớn lúc bấy giờ) bị coi là "kẻ thù của nhà nước" và đều bị theo dõi ngặt nghèo. Vào thời kỳ làm tan băng Ba Lan, khoảng 35.000 cựu binh AK được thả. Tuy vậy, họ vẫn bị theo dõi và thường không kiếm được chỗ đứng trong xã hội. Một số thành viên kháng chiến còn lại như Stanislaw Marchewka bị giết năm 1957, trong khi Jozef Franczak, người kháng chiến cuối cùng, bị giết năm 1963. Vào năm 1967, một cựu binh AK làm việc cho tổ gián điệp Cichociemny (Lẩn trốn và Im lặng) do Anh đào tạo, Adam Borycza, được thả. Trước năm 1989, những cựu binh AK luôn bị điều tra bởi giới chức cộng sản Ba Lan và Nga. Chỉ đến khi sau năm 1989, khi nền cộng hòa được tái lập, mọi cáo buộc chống lại những người lính AK mới được tuyên bố là "phi lý và vô căn cứ".

## Những chỉ huy tiêu biểu
| - Cpt. Józef Batory (noms de guerre, "Argus" and "Wojtek") - Lt. Stefan Bembiński ("Harnaś") - Maj. Marian Bernaciak ("Orlik" and "Dymek") - Lt. Ksawery Błasiak ("Albert") - Cpt. Franciszek Błażej ("Roman", "Bogusław", and "Tadeusz") - Lt. Stanisław Bogdanowicz ("Tom") - Lt. Col. Janusz Bokszczanin ("Sęk") - Lt. Stefan Bronowski ("Roman") - Cpt. Zdzisław Broński ("Uskok") - Cpl Izydor Bukowski ("Burza") - Lt. Karol Chmiel ("Grom" and "Zygmunt") - Lt. Kazimierz Chmielowski ("Rekin") - Lt. Col. Łukasz Ciepliński ("Pług" and "Ostrowski") - Maj./Lt. Col. of NSZ Tadeusz Danilewicz ("Kuba", "Doman", "Kossak", and "Łoziński") - Maj. Hieronim Dekutowski ("Zapora") - Cpt. Jan Karol Dubaniowski ("Salwa") - 2nd Lt. Władysław Dubielak ("Myśliwy") - Brig. Gen.Emil August Fieldorf ("Nil") - Cpt. Henryk Flame ("Bartek" and "Grot") - Józef Franczak ("Lalek") - Lt. Henryk Glapiński ("Klinga") - Lt. Eugeniusz Godlewski ("Topór") - Maj. Antoni Heda ("Szary") - Lt. Col. Tadeusz Jachimek ("Ninka") - Lt. Franciszek Jerzy Jaskulski ("Zagończyk") - 2nd Lt. Henryk Jóźwiak ("Groźny") - Cpt. Kazimierz Kamieński ("Huzar") - 2nd Lt./Lt. Col of NSZ Stanisław Kasznica ("Wąsowski", "Przepona", and "Wąsal") - Lt. Col. Mieczysław Kawalec ("Iza", "Psarski", and "Bronek") - Lt. Jan Kempiński ("Błysk") - Lt. Stefan Kobos ("Wrzos") - Cpt. Jan Kosowski ("Ciborski") - Lt. Karol Kazimierz Kostecki ("Kostek") - Lt. Jan Kłyś ("Kłyś") - Lt. Michał Krupa ("Wierzba" and "Pulkownik") - Col./Brig. Gen. (posthumous recognition) Aleksander Krzyżanowski ("Wilk") - Cpt. Ludwik Kubik ("Alfred", "Julian", and "Lucjan") - Lt. Józef Kuraś ("Ogień") - 2nd Lt. Adam Kusz ("Garbaty") - 2nd Lt. Władysław Kuśmierczyk ("Longinus") - Lt. Col. Wincenty Kwieciński ("Głóg") - Maj. Adam Lazarowicz ("Klamra", "Pomorski", "Kleszcz", and "Zygmunt") - Lt. Col. Henryk Lewczuk ("Młot") - Lt. Col. Władysław Liniarski ("Mścisław", "Wuj", and "Jan") - Lt. Stanisław Łukasik ("Ryś") - Cpt. Władysław Łukasiuk ("Młot") - Lt. Col. Józef Maciołek ("Żuraw", "Kazimierz", "Marian", and "Roch") - Cpt. Jan Marawca ("Remiusz") - 2nd Lt. Stanisław Marchewka ("Ryba") - Lt. Józef Marcinkowski ("Łysy") - 2nd Lt. Lucjan Minkiewicz ("Wiktor") - Maj. Kazimierz Mirecki ("Zmuda") - Cpt. Lech Neyman ("Domarat") - 2nd Lt. Mieczysław Niedzielski ("Men" and "Grot") - Col. Franciszek Niepokólczycki ("Szubert") - Lt. Wiktor Zacheusz Nowowiejski ("Jeż") - Lt. Col. Antoni Olechnowicz ("Lawicz", "Pohorecki") - Maj. Mieczysław Pazderski ("Szary") - Lt. Stanisław Pelczer ("Majka") - Cpt. Witold Pilecki ("Witold") - Lt. Franciszek Przysiężniak ("Ojciec Jan") - Cpt. Romuald Rajs ("Bury") - Lt. Col. Albin Rak ("Lesiński") - Lt. Józef Ramatowski ("Rawicz") - Cpt. Wacław Rejmak ("Ostoja") - Maj. Zygmunt Rogalski ("Kacper") - Lt. Jan Rogólka ("Grot") - Col. Kazimierz Rolewicz ("Kama", "Ira", "Oko", "Mila", "Olgierd", "Zbyszek", and "Solski") - Lt. Lechosław Roszkowski ("Tomasz") - Lt. Col. Józef Rybicki ("Mestwin") - Maj. Aleksander Rybnik ("Jerzy" and "Dziki") - Maj. Józef Rządzki ("Boryna") - Lt. Józef Rzepka("Krzysztof" and "Znicz") - Col. Antoni Sanojca ("Kortum") - Lt. Col. Stanisław Sędziak ("Wiatr" and "Warta") - Danuta Siedzikówna ("Inka") - Cpt. Stanisław Sojczyński ("Warszyc") - Sgt. Władysław Stefanowski ("Grom") - Maj. Stanisław Szacoń ("Szacun") - Lt. Col. Jan Szczurek-Cergowski ("Sławbor") - Maj. Zygmunt Szendzielarz ("Łupaszko") - 2nd Lt. Teodor Śmiałowski ("Szumny", "Grom", and "Cichy") - Franciszek Andrulewicz (Franciszek's sister Janina and cousin Witold were also murdered; and the Andrulewicz Family had already lost at least one relative at the hands of the Nazis.). - Maj. Jan Tabortowski ("Bruzda") - 2nd Lt. Edward Taraszkiewicz ("Żelazny") - 2nd Lt. Leon Taraszkiewicz ("Jastrząb") - Lt. Col. Walerian Tumanowicz ("Jagodziński") - 2nd Lt. Edmund Tudraj ("Mundek") - 2nd Lt. Eugeniusz Walewski ("Zemsta") - Cpt. Józef Zadzierski ("Wołyniak") - 2nd Lt. Jerzy Zakulski ("Czarny Mecenas") - Lt. Wacław Grabowski ("Puszczyk") - Mieczysław Dziemieszkiewicz ("Rój") | Witold Pilecki ("Witold")Aleksander KrzyzanowskiMarian Bernaciak ("Orlik")Lt. Józef Kuraś ("Ogień" -- "fire")Col. Franciszek NiepokólczyckiDanuta Siedzikówna, pseudonym "Inka"Henryk FlameWładysław Łukasiuk ("Hammer") |